# Thomas Townshend, 1. vikomt Sydney
Thomas Townshend, 1. vikomt Sydney (Thomas Townshend, 1st Viscount Sydney, 1st Baron Sydney) (24. února 1733 Raynham Hall, Norfolk, Anglie – 30. června 1800 Londýn) byl britský státník z významného rodu Townshendů. Je po něm pojmenováno největší australské město Sydney.

## Původ a počátek kariéry
Byl vnukem státníka Charlese Townshenda, 2. vikomta Townshenda (1674–1738), narodil se na rodovém sídle Raynham Hall v hrabství Norfolk, jeho otcem byl dlouholetý člen Dolní sněmovny Thomas Townshend (1701–1780). Studoval v Etonu a na univerzitě v Cambridge, v roce 1754 se stal poslancem a pro rozlišení od svého otce byl dlouhodobě označován jako Thomas Townshend mladší. Připojil se ke straně whigů a jako přívrženec W. Pitta staršího se již v mládí dostal k vysokým úřadům. V letech 1756–1760 byl správcem dvora prince waleského, pozdějšího Jiřího III.
Do vlády vstoupil v roce 1765 jako mladší lord pokladu a v této funkci podporoval politiku svého předčasně zemřelého bratrance Charlese Townshenda (1725–1767), který byl tehdy ministrem financí. V letech 1767–1768 byl generálním intendantem armády a od roku 1767 zároveň členem Tajné rady. V letech 1770-1782 byl dlouhodobě v opozici proti Northově a v parlamentu kritizoval válku proti USA.

## Ministr vnitra a kolonií
K vrcholu kariéry se dopracoval počátkem osmdesátých let po pádu Northovy vlády. Krátce byl státním sekretářem války (1782), poté státním sekretářem vnitra (1782-1783 a 1783-1789), od července 1782 do dubna 1783 byl též mluvčím vlády v Dolní sněmovně. K ministerstvu vnitra připojil ještě úřad prezidenta kontrolního úřadu Východoindické společnosti (1784–1790); tento úřad byl zřízen po skončení války s USA, v níž se Východoindická společnost zadlužila a král Jiří III. rozhodl ustanovit nad její činností státní dozor. Jako ministr vnitra krátce spravoval také záležitosti kolonií poté, co bylo zrušeno ministerstvo kolonií. V roce 1784 byl zřízen výbor Tajné rady pro obchod a kolonie a Townshend byl jeho prvním prezidentem (1784–1786).
V roce 1783 byl povýšen na barona a vstoupil do Sněmovny lordů, v roce 1789 získal titul vikomta. Krátce nato opustil své vládní úřady a odešel do soukromí s roční penzí 2 500 liber.
Ve funkci ministra vnitra a prezidenta výboru Tajné rady pro obchod a kolonie stál u zřízení trestanecké kolonie v Austrálii, kterou krátce předtím pro Británii zabral objevitel James Cook. Starší australská historiografie v Townshendovi viděla asociála, který posílal odsouzence do neznámých nehostinných pustin. V nově vznikajicích koloniích sice zakázal otroctví, tento akt byl ale dříve bagatelizován tím, že za pokrokovým přístupem se mohl skrývat fakt, že konkrétně v Austrálii díky trestancům odsouzeným na nucené práce nebylo potřeba dalších pracovních sil. Teprve moderní australští historici uznali Townshendovy zásluhy na vzniku Austrálie, opraveny byly i názory na jeho osobnost. I když nevynikl nad průměr své doby, byl nepochybně progresívním a osvícenským státníkem. Mimo jiné usiloval o rozvoj Kanady a podporoval i americkou revoluci. Kromě australského Sydney nese jeho jméno ještě město Sydney v Kanadě.

## Rodina
Jeho manželkou byla Elizabeth Powys (1736-1826), dcera poslance Richarda Powyse. Měli spolu sedm dětí, dědicem titulu vikomta byl nejstarší syn John Townshend (1764–1831). Dcera Mary Elizabeth (1762-1821) se provdala za 2. hraběte z Chathamu a byla švagrovou dlouholetého premiéra W. Pitta mladšího.